# Druhá búrská válka
Druhá búrská válka probíhala mezi britskými a búrskými kolonizátory Jižní Afriky (tj. potomky nizozemských osadníků), a to v letech 1899–1902.

## Průběh
Válka byla vedena nesmírně krutými prostředky, poprvé se vyskytly koncentrační tábory moderního typu pro rodiny bojujícího nepřítele. Zajatí Búrové byli deportováni například na Ceylon a ostrov Svaté Heleny. Vězni umírali hlavně na infekční nemoci, na které celkově zemřelo asi 30 000 lidí. Nejvíce však utrpělo černošské obyvatelstvo, které mělo největší ztráty a bylo násilně přesídlováno. Důvodem k válce byla touha po kontrole území, kde se nacházela bohatá naleziště surovin, včetně zlata (to se Búrové pokoušeli odvézt do Mosambiku), touha po rozšíření pastvin pro chov dobytka a v neposlední řadě také snaha podrobit odbojné státy (Transvaal, Orange) britské koruně. Válku také díky nesrovnatelně technicky lépe vybavené armádě vyhráli Britové. Největší zájem projevila Velká Británie o zlatonosná a diamantová ložiska nedaleko Johannesburgu v jižní Africe. Tyto kraje ale již kromě domorodců obývali nizozemští osadníci, kteří zde zřídili republiky. Spory nových britských přistěhovalců s nizozemskými usedlíky, kteří se nazývali Búrové, daly Velké Británii záminku k ozbrojenému zásahu. Tříletá krvavá britsko-búrská válka, v níž zpočátku Búrové vítězili, skončila v roce 1902 anexí búrských republik a rozšířením britského koloniálního panství v jižní Africe.